# Arnoldo Palacios
Arnoldo Palacios foi um escritor e jornalista afro-colombiano. Nasceu em Cértegui, Chocó em 1924 e morreu em 12 de novembro de 2015, em Bogotá. Embora tenha morado na França durante grande parte da sua, sua obra se centrou na vida das pessoas no Departamento de Chocó. Sua obra mais destacada foi o romance Las estrellas son negras, traduzida para muitos idiomas. Frequentou, junto com intelectuais e jornalistas do início do século XX, a cafeteria Fortaleza, em Bogotá, que mais tarde passou a ser chamada de El Automático. Sofria de poliomielite. Escreveu a autobiografia Buscando mimadrediós.
Teve que reescrever à máquina os rascunhos de Las estrellas son negras porque eles foram queimados durante o Bogotazo, em 9 de abril de 1948.

## Obras publicadas
- Cuando yo empezaba
- La selva y la lluvia
- Buscando mimadrediós
- Las estrellas son negras